# Enrique Zileri
Enrique Zileri Gibson (Lima, 4 de junio de 1931 - Ibídem, 24 de agosto del 2014) fue un periodista peruano. Asumió como director de la revista Caretas desde los años 1960.

## Biografía
Hijo de la periodista Doris Gibson y del diplomático argentino Manlio Aurelio Zileri Larco; nieto del escritor Jorge Antonio Percy Gibson Moller y sobrino nieto del poeta Juan Parra del Riego. Nació en la calle Orejuelas en Lima. 
Hijo único y de una familia separada. Estudió en el colegio San Silvestre, en el Maristas de San Isidro y luego pasó cinco años de colegio en internados de Chile, en el exterior, pasó tres años en un colegio preparatorio en Estados Unidos sin vinculación directa con su madre Doris Gibson. Iba a ir a la Universidad de Cornell, pero se acabaron los fondos familiares. Su padre, con quien tuvo escasa vinculación, falleció cuando Enrique contaba con 18 años.
A mediados de los años 50,  retornó de Europa (desde donde enviaba algunas notas de viaje para la revista) para unirse a la revista Caretas, que era dirigida por su madre y Paco Igartua. Doce años después, se produjo la salida de Igartua, pasando  a ser el codirector de la revista. En este lapso, Caretas, pasó de ser una publicación mensual a quincenal y, desde 1979, en un semanario.  En noviembre del 2007, asume la Presidencia del Directorio de Caretas, cuando la revista alcanza su edición número 2000, y nombra a su hijo Marco Zileri como nuevo Director, 
Como periodista, en defensa de la libertad de prensa, fue deportado en dos oportunidades. La primera a Portugal en 1969 y la segunda a Argentina en 1975.
Fue presidente del Instituto Internacional de Prensa (1988-1990) y presidente del Consejo de la Prensa Peruana.
Falleció el 24 de agosto de 2014 en Lima a la edad de 83 años.

## Premios y reconocimientos
- Orden al Mérito Docente y Cultural Gabriela Mistral, Grado de Comendador (2001).[3]
- Doctor honoris causa, por la Pontificia Universidad Católica del Perú (15 de octubre de 2010).
- Knight International Press Fellowship Award 1998, premio que el Centro Internacional de Periodistas de Washington concede por excelencia en la profesión.

## Vida personal
Se casó con la fotógrafa argentina Daphne Dougall, con quien tuvo 5 hijos. Una de ellas, Drusila, es una periodista y presentadora de televisión que consiguió cuatro premios Emmy por sus reportajes en los años 2000.